# قشلاق غازلو حاجي محمد
قشلاق غازلو حاجي محمد هي قرية في مقاطعة كليبر، إيران. عدد سكان هذه القرية هو 40 في سنة 2006.